# اچ‌ام‌اس ویکتوریوس (۱۸۹۵)
اچ‌ام‌اس ویکتوریوس (۱۸۹۵) (به انگلیسی: HMS Victorious (1895)) یک کشتی بود که طول آن ۴۲۱ فوت (۱۲۸ متر) بود. این کشتی در سال ۱۸۹۵ ساخته شد.